# Xu Lizhi
Xu Lizhi (kinesiska: 许立志), född 1990, död 30 september 2014 i Shenzhen, var en kinesisk poet och fabriksarbetare. Xu arbetade för Foxconn och uppmärksammades efter sitt självmord, då hans vänner publicerade en samling av hans dikter.